# Lira, Carnota
Santa María de Lira é uma freguesia que se localiza no sul da câmara municipal de Carnota. Segundo o IGE em 2011 tinha 952 habitantes (478 homens e 474 mulheres), distribuídos em 9 entidades de população, o que supõe uma diminuição no que diz respeito ao ano 1999 quando tinha 1.115 habitantes.

## Geografia
A actividade económica baseia no sector primário, sobretudo marisqueo e pesca, sendo muito famosos os ouriços da pedra marinha. Há um porto pesqueiro no lugar de Portocubelo, podendo encontrar na sua doca muxos, maragotas e santiaguiños.
Nos últimos anos, desde o afundimento do petroleiro Prestige vêem-se a desenvolver uma importante actividade arredor da protecção e exploração dos recursos marinhos da freguesia. Criou-se a Reserva Marinha dos Miñarzos, com o fim de evitar a deterioración da costa e a sobreexplotação pesqueira a que estava submetida. As medidas tomadas foram a demarcação da zona de protecção integral para melhorar a desova dos crustáceos, e a protecção dos fundos rochosos e areentos, ademais dos mantos de laminarias, outras algas e esponjas para que os peixes, equinodermos, crustáceos e moluscos se desenvolvam e reproduzam na reserva.

## Património
- O castro de Mallou é uma acrópole fortificada da idade de ferro.[2] O castro de Miñarzos está na atual vila de Lira, pelo que está muito alterado.
- A Torre dos Mouros foi um recinto fortificado medieval. Em julho de 2012 levou-se a cabo uma escavación arqueológica.[3]
- O hórreo de Lira, construído entre 1779 e 1814, é junto com o hórreo de Carnota o mais comprido da Galiza.
- A igreja parroquial, construída em 1760 e remodelada em 1825, destaca pela sua grande torre campanario que destaca sobre o resto da estrutura.
- A capela da Nossa Senhora dos Remédios foi construída em 1706.

## Cultura
Criou-se a iniciativa Mardelira por parte da Confraria de Pescadores de Lira para dinamizar o contorno social da comunidade pescadora com a criação de oficinas de pesca, o turismo marinheiro, a pesca desportiva sustentável.

## Festas
- Remédios Novos: Terça-feira de Pascua.
- Remédios Velhos: A sétima terça-feira posterior à Terça-feira de Pascua.
- Festa do Mar: 15 de agosto.

## Galería de imagens

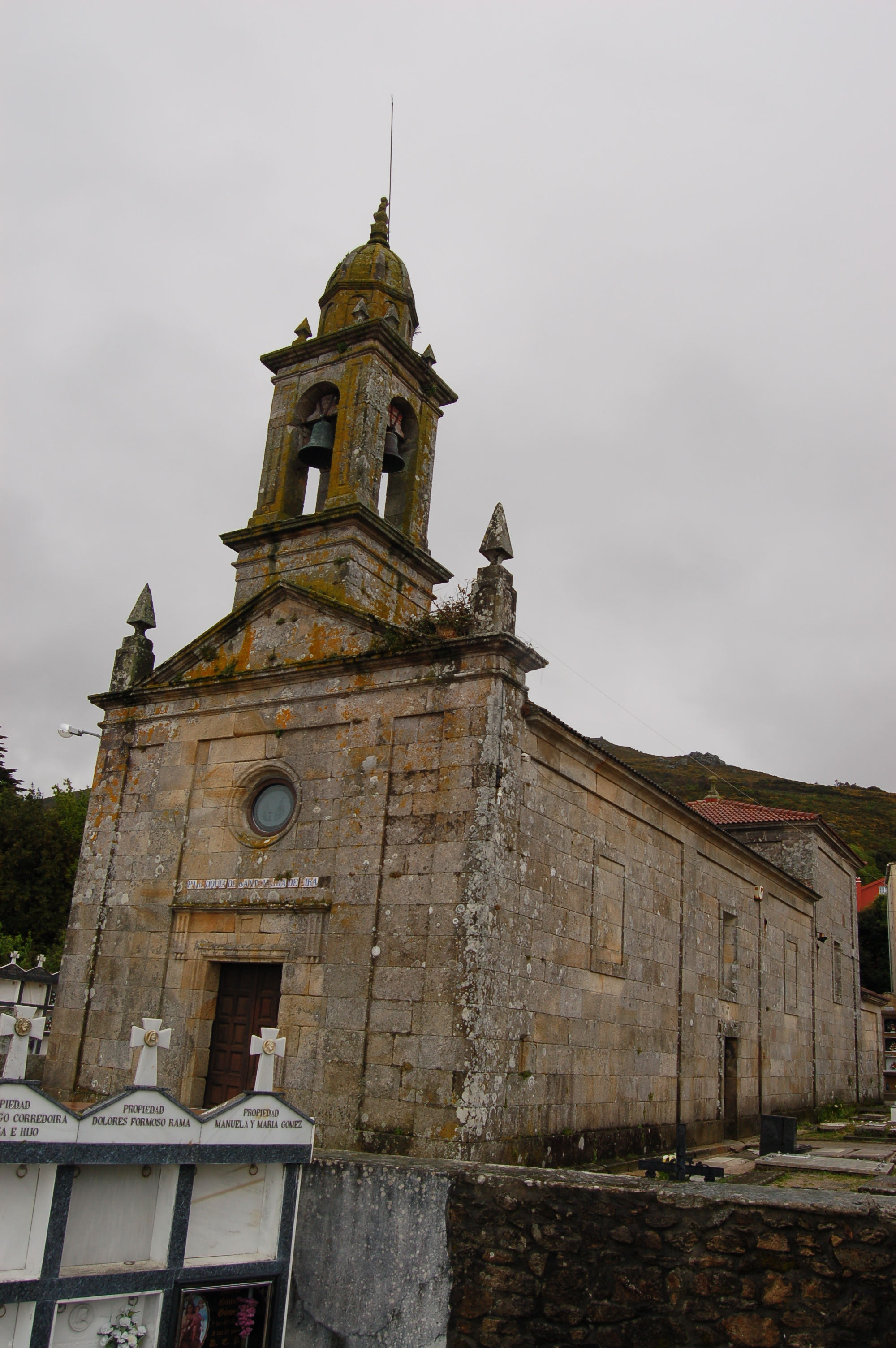
Igreja parroquial.
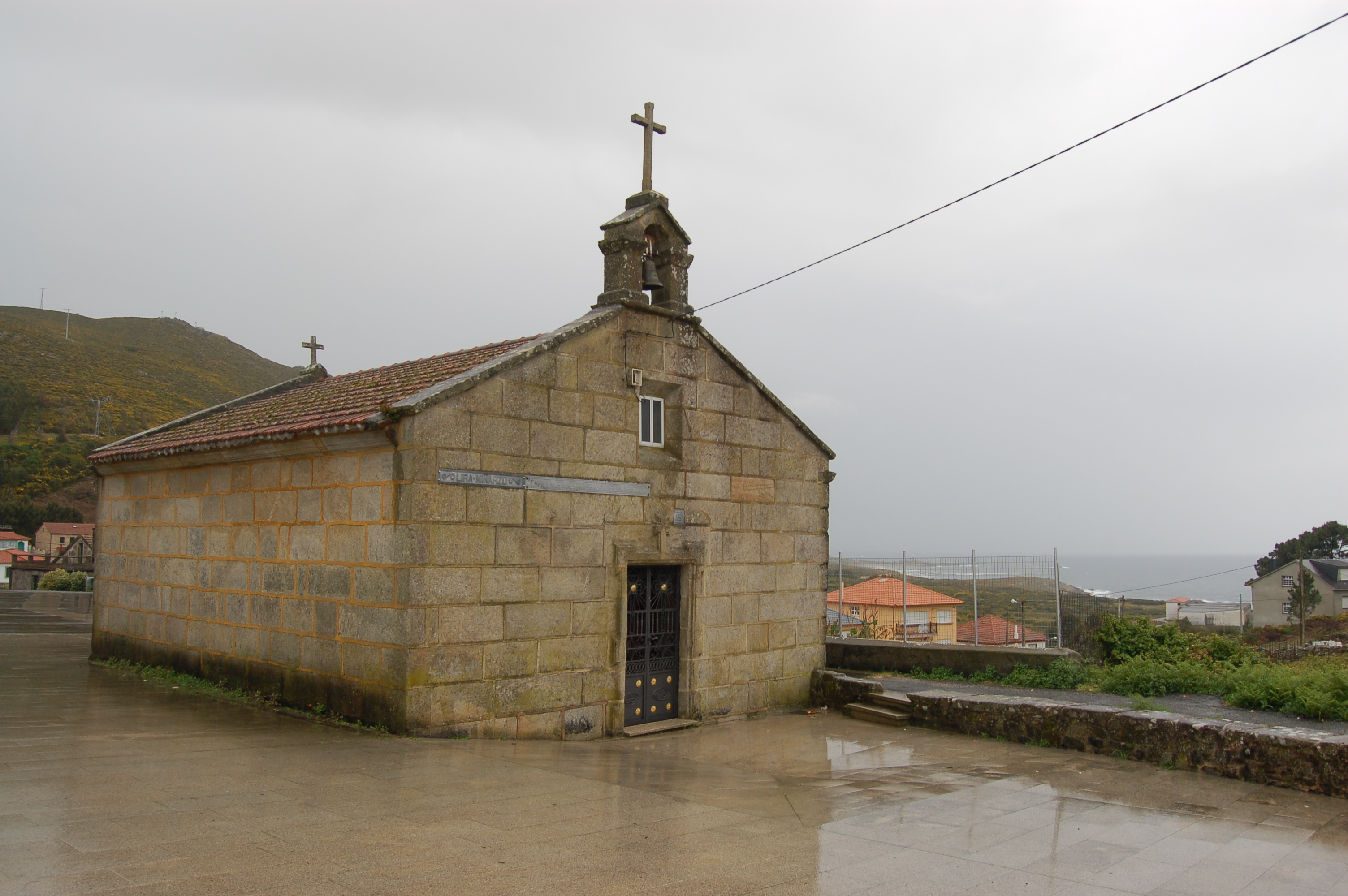
Capela da Nossa Senhora dos Remédios.
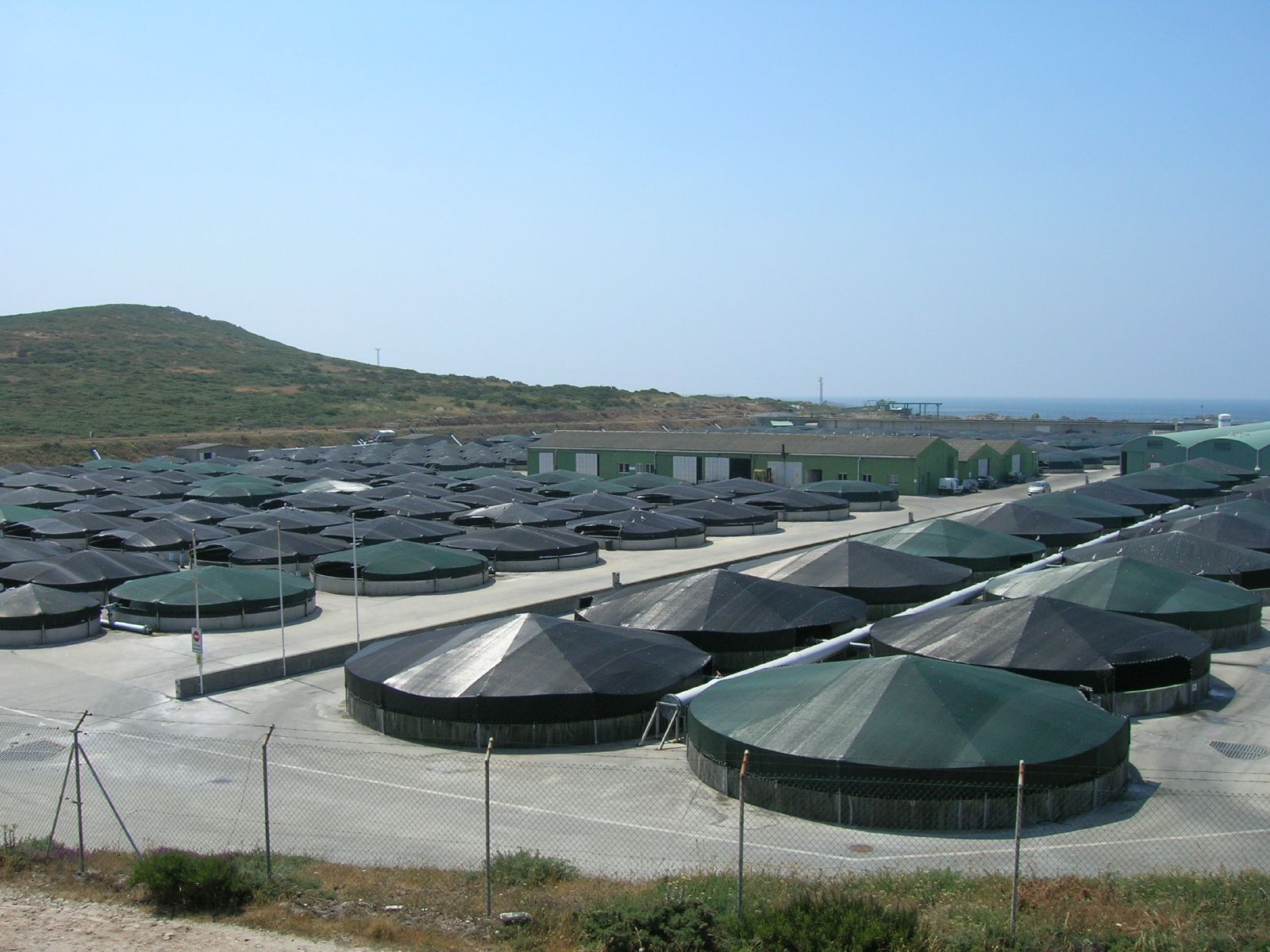
Piscifactoria de rodovalho.

## Lugares e freguesias

### Lugares de Lira
| Lugares da freguesia de Lira na câmara municipal de Carnota (A Corunha)                                                                                  |
| --- |
| Agrovello \| A Beirada \| O Carvalhal \| Lira \| Miñarzo \| Paus \| O Pazo \| Portocubelo \| Rates \| Romarís \| A Rua \| Sestelos \| Sofán \| Teixoeira |